# 芳蘭美術會
芳蘭美術會（英語：Fanglan Art Association），是臺灣藝壇上於1974年由臺灣日治時期臺北第二師範學校（現國立臺北教育大學）校友、畫家鄭世璠及李石樵等八人以紀念日籍恩師石川欽一郎與小原整的名義發起成立的前「芳蘭繪畫部」同窗會暨美術交流社團，同窗會初期以石川的別號命名為「一廬會」。

## 歷史

### 緣起
芳蘭繪畫部的前身為由陳植棋創立於1924年的「臺北師範學生寫生研究會」，成員包含藍蔭鼎、倪蔣懷等人；1927年，招收臺人的北二師成立，由石川欽一郎兼任美術教師，並利用課餘時間指導該繪畫部直至1932年返日後由小原整繼任。「芳蘭」的名稱源自母校北二師「芳蘭校區」校舍比鄰的芳蘭丘陵，於戰前固定每年舉辦師生作品聯展，以相互觀摩同時推展臺灣美術為目的，1945年後演變為同窗會性質與美術同好的交流會社。會社成立之初由發起人根據前北二師繪畫部同儕名單遞出入會邀請，以每年舉辦一次展覽會的形式運作，以鄭世璠為負責人。

### 發展
首屆展覽於1975年4月1日至6日於臺北市哥雅畫廊舉行，共有臺、日籍藝術家葉火城、李石樵、陳水成、王新嬰、李宴芳、蘇秋東、吳棟材、石川欽一郎、石川滋彥、小原整、小原行夫、小田部三平、北原政吉、吉野正明、福山進等36人參展。活動至1997年4月4日於臺北市國際藝術中心舉辦的展覽時已歷十五屆。後因許多成員陸續旅居海外，促成1983年及1984年於美國洛杉磯的兩屆海外展。

### 畫派
芳蘭畫會整體的創作風格與官辦的「臺灣省全省美術展覽會」主流畫風「泛印象派」相近，以風景寫生為主的創作路徑延續日治時期的寫實主義精神，與戰後北師其他較具聲勢的現代繪畫運動美術團體東方畫會和現代版畫會等美術團體的走向相異。芳蘭美術會相較於戰後同樣承接此脈絡的其他美術團體，在當時是少數由臺、日籍畫家共組的畫會，諸如臺陽美術協會、青雲畫會、紀元畫會、今日畫會、純粹美術會等會社，除紀元畫會的會員中有桑田喜好的加入外，餘皆罕有日籍畫家參與。

## 成員
芳蘭美術會的主要成員包含李石樵、林有德、林天佑、鄭世璠、姜鏡泉、戴文忠、蘇秋東、葉火城、洪水塗、陳錦鐘、張瑞騰、陳在南等名家以及日籍的北原政吉、小原行夫、吉野正明、西村政次、草野勝美等成員。
自第五屆展覽起亦曾邀請畢業校友黃瀛魁、楊啟東、林錦鴻、李梅樹、黃奕濱、李澤藩以及非校友的藍蔭鼎等畫壇名家共同展出。第十一屆芳蘭美展特別為曾因「違反校規」被退學的校友陳植棋舉辦遺作展，以彰顯其藝術成就。